# 涌泉镇 (简阳市)
涌泉镇，是中华人民共和国四川省资阳市简阳市下辖的一个乡镇级行政单位。

## 行政区划
涌泉镇下辖以下地区：
涌泉社区、崇新村、古楼村、凉塘村、农田村、齐心村、骑龙村、清和村、清泉村、石柱村、四宁村、同德村、文会村和新寨村。